# بوينق (إيطاليا)
بوينق (بالإنجليزية: BOING)‏ قناة تلفزيونية إيطالية، موجهة للأطفال والمراهقين. يتم الإنتاج والبث من إيطاليا من قبل (TBSE) وميدياست. تبث رقميا عبر التلفزيون وهي مشفرة والأقمار الصناعية. أيضا أطلقت بوينق إصدارات باللغة الفرنسية والاسبانية.

## علاقة قناة
هي قناة إيطالية من اخواتها القنوات كرتون نتورك (إيطاليا) بالمشاركة في علاقة الشهرة بقناة بوينج.